# Transports en commun de Chartres
Pour les articles homonymes, voir Filibus.
Filibus est le réseau de bus de l'agglomération de Chartres, organisé par Chartres Métropole qui l’exploite à travers sa société publique locale Chartres Métropole Transports.
Le réseau est composé de 14 lignes régulières qui se rencontrent toutes dans le centre-ville de Chartres (sauf les lignes 10, 12, 14 et 15) et irriguent en étoile dans l'agglomération. Ces 14 lignes régulières desservent 11 communes de l'agglomération chartraine : Chartres, Barjouville, Champhol, Le Coudray, Gellainville, Lèves, Lucé, Luisant, Mainvilliers, Morancez et Nogent-le-Phaye. Depuis fin août 2019 la ligne 13 est supprimée.

## Historique
Jusqu'au début des années 1970, les courriers beaucerons assurent une desserte urbaine sporadique de Chartres qui était alors une ville de 30 000 habitants à peine.
En 1973, 7 communes se groupent pour former le Syndicat Intercommunal des Transports de l'Agglomération Chartraine (SITUAC) afin de donner une unité au réseau, toujours exploité par les courriers beaucerons. Devenue filiale du groupe Via Transcar elle subit néanmoins les contrecoups du choc pétrolier et décide de cesser ses activités en 1978. Le Conseil Général d'Eure et Loir subventionne dans l'urgence la moribonde et la gestion du réseau urbain est confiée en 1979 à la STAC (Société des Transports de l'Agglomération Chartraine), une filiale de Via Transexel, créée pour l'occasion.De leur côté, les courriers Beaucerons se voient confier les dessertes interurbaines. Devenus Transbeauce en 1983, puis Transports d'Eure et Loir en 1987.
Le réseau de Chartres se développe en même temps que l'agglomération et les installations devenues trop exiguës, sont reconstruites à quelques mètres en 1986. C'est en 1987 qu'est mis en service le SAEIV.
Le réseau alors composé de 8 lignes s'essouffle et en 1992, le Groupe Via Transport décide de relancer l'image commerciale de l'exploitant. La STAC devient FILIBUS. L'identité visuelle abandonne l'orange (trop "années 1980") et la documentation comme les véhicules arborent la silhouette de la cathédrale et une bande colorée représentant les vitraux de l'édifice.
En 1993, le district urbain de Chartres reprend les compétences transports et le SITUAC disparaît.
En 1996, le réseau est composé de 9 lignes diamétrales accueille ASTUCE, première ligne de rocade. Elle existe plus tard sous l'indice de ligne no 10.
Le 1er septembre 1999, le réseau est réorganisé afin d'adapter les itinéraires au mieux des besoins des clients. De plus, la navette urbaine Fil en ville est créée ainsi qu'un service à la demande sur le quartier de Boudrie (Allô Filibus)
Le 1er janvier 2000, la Communauté d'Agglomération de Chartres prend le relais du district.
Cette même autorité recrute des agents de prévention et met en place des caméras de télésurveillance dans les bus pour lutter contre l'insécurité.
Depuis le 1er juillet 2006, Chartres Mobilité (filiale du Groupe Transdev) est l’opérateur du réseau urbain FILIBUS, dans le cadre d’un contrat de délégation de service public, qui a été signé pour 8 ans et demi. Il est géré par le Syndicat Mixte de Transports Urbains du Bassin Chartrain (SMTUBAC).A l'issue du contrat de délégation de service public avec Transdev, Chartres Métropole a lancé un appel d'offres pour l'exploitation des transports publics urbains FILIBUS. Seul Transdev a proposé une offre. Faute de concurrence, et face à une contribution forfaitaire jugée trop élevée, Chartres Métropole a décidé d'opter pour une exploitation en propre via une société publique locale (SPL). Transdev a donc arrêté l'exploitation du réseau FILIBUS le 31 décembre 2014. Le 1er janvier 2015, la SPL Chartres Métropole Transports a pris le relais. Cette SPL est détenue par Chartres Métropole et la ville de Chartres.
Les nombreux développements décidés par le Syndicat Mixte des Transports ont permis à l’entreprise de se développer significativement en 2007 et de créer la ligne 7 pour relier Morancez ainsi que la ligne 8 pour relier entre Le Coudray et Lèves, la navette et le relais des portes qui desservent le centre-ville en continu. Petit à petit se sont ajoutées les lignes 9 pour le complexe aquatique, 10 pour le doublement de la ligne 1 qui contourne le centre-ville, 11, 12 et 13 pour les centres activités et 14 et 15 en 2013 pour desservir deux communes périurbaines.

## Lignes du réseau

### Organisation
Le réseau FILIBUS est composé de 14 lignes régulières (la ligne 13 est supprimée depuis fin août 2018), se rencontrant toutes dans le centre-ville de Chartres, à l'exception des lignes 10, 12, 14 et 15.
Il peut être défini en trois types de lignes. Tout d'abord, les lignes structurantes totalisent plus de 63 % des montées journalières du réseau pour 56 % de l’offre kilométrique. Puis les lignes d’agglomération se distinguent par un niveau d’offre moyen, une vitesse commerciale « élevée » à l’échelle du réseau, un niveau de fréquentation compris entre 500 et 1 200 montées par jour. Enfin la ligne de rocade connecte les pôles d’habitat denses de l’ouest de l’agglomération aux principaux générateurs et est cadencée aux 30 minutes.

### Lignes urbaines régulières
| Ligne | Caractéristiques | Caractéristiques                                        | Caractéristiques                                        | Caractéristiques                                        | Caractéristiques                                        | Caractéristiques                                        | Caractéristiques                                        | Caractéristiques                                        | Caractéristiques                                        |
| 1     | MAINVILLIERS Grandes Ruelles ⥋ BARJOUVILLE Hotbrou | MAINVILLIERS Grandes Ruelles ⥋ BARJOUVILLE Hotbrou      | MAINVILLIERS Grandes Ruelles ⥋ BARJOUVILLE Hotbrou      | MAINVILLIERS Grandes Ruelles ⥋ BARJOUVILLE Hotbrou      | MAINVILLIERS Grandes Ruelles ⥋ BARJOUVILLE Hotbrou      | MAINVILLIERS Grandes Ruelles ⥋ BARJOUVILLE Hotbrou      | MAINVILLIERS Grandes Ruelles ⥋ BARJOUVILLE Hotbrou      | MAINVILLIERS Grandes Ruelles ⥋ BARJOUVILLE Hotbrou      | MAINVILLIERS Grandes Ruelles ⥋ BARJOUVILLE Hotbrou      |
| ----- | --- | ------------------------------------------------------- | ------------------------------------------------------- | ------------------------------------------------------- | ------------------------------------------------------- | ------------------------------------------------------- | ------------------------------------------------------- | ------------------------------------------------------- | ------------------------------------------------------- |
| 1     | Ouverture / Fermeture 3 septembre 2007 / — | Longueur —                                              | Durée 35 min                                            | Nb. d’arrêts 39                                         | Matériel Standards                                      | Jours de fonctionnement L, Ma, Me, J, V, S              | Jour / Soir / Nuit / Fêtes O / N / N / N                | Voy. / an —                                             | Exploitant SPL Chartres Métropole Transports            |
| 1     | Desserte : - Commune desservie : Mainvilliers, Chartres, Luisant, Barjouville - Arrêts desservis : Grandes Ruelles (terminus), Robert Bienfait, Clinique St François, Anjou, Jean Zay, Berlioz, Gaston Couté, Hauts Menus, Bas Menus, Curie, 14 Juillet, Coubertin, Anatole France, Philarète Chasles, Gare (rue Nicole / rue Jehan de Beauce), Viollette - Médiathèque, Chasles-Théâtre, Place St Michel - Cinéma, Vieux Capucins, Châteaudun, Chanzy, Comtesses, Husson, Croix Blanche, Pol Maunoury, Mairie de Luisant, Fraternité, La Cavée, Érables, Collège Jean Monnet, Forelles, La Torche, Jean Moulin, Pluviers, Hotbrou (terminus), Orme au Chat, Emile Roux, Beauce, St-Jacques.                                                                                  |                                                         |                                                         |                                                         |                                                         |                                                         |                                                         |                                                         |                                                         |
| 1     | Autre : - Amplitudes horaires : - Fréquence d'un bus toutes les 20 à 45 minutes de 06h23 à 20h24. - Date de dernière mise à jour : 7 mai 2022. |                                                         |                                                         |                                                         |                                                         |                                                         |                                                         |                                                         |                                                         |
| 1     | Dernière actualisation : — |                                                         |                                                         |                                                         |                                                         |                                                         |                                                         |                                                         |                                                         |
| 2     | CHAMPHOL Supermarché ⥋ LE COUDRAY Hôpital Pasteur | CHAMPHOL Supermarché ⥋ LE COUDRAY Hôpital Pasteur       | CHAMPHOL Supermarché ⥋ LE COUDRAY Hôpital Pasteur       | CHAMPHOL Supermarché ⥋ LE COUDRAY Hôpital Pasteur       | CHAMPHOL Supermarché ⥋ LE COUDRAY Hôpital Pasteur       | CHAMPHOL Supermarché ⥋ LE COUDRAY Hôpital Pasteur       | CHAMPHOL Supermarché ⥋ LE COUDRAY Hôpital Pasteur       | CHAMPHOL Supermarché ⥋ LE COUDRAY Hôpital Pasteur       | CHAMPHOL Supermarché ⥋ LE COUDRAY Hôpital Pasteur       |
| 2     | Ouverture / Fermeture 3 septembre 2007 / — | Longueur —                                              | Durée 40 min                                            | Nb. d’arrêts 37                                         | Matériel Standards                                      | Jours de fonctionnement L, Ma, Me, J, V, S              | Jour / Soir / Nuit / Fêtes O / N / N / N                | Voy. / an —                                             | Exploitant SPL Chartres Métropole Transports            |
| 2     | Desserte : - Communes desservies : Champhol, Chartres, Le Coudray - Arrêts desservis : Supermarché (terminus), Frichalliers, Rougerons, La Moufle (direction Champhol), Écoles (direction Le Coudray, Grande Rue, Église de Champhol, Croix Jouvet,Croix Briséé, Météo, Grandes Plantes, Gabriel Loire, Aligre (direction Champhol) Bel Air (direction Le Coudray, Filles Dieu (directionn Le Coudray), Béthouart (direction Le Coudray), Beaurepaire, Drouaise, Charles Péguy, Gare (rue Félibien / rue Jehan de Beauce), Viollette - Médiathèque, Chasles-Théâtre, Place St Michel - Cinéma, Roger Joly, La Courtille, St Brice, Perriers, Trois Ponts, Cité Jaurès, La Vallée, Village, Jules Verne, Gages, Les Larris, Saint-Exupéry, Europe, Hôpital Pasteur (terminus). |                                                         |                                                         |                                                         |                                                         |                                                         |                                                         |                                                         |                                                         |
| 2     | Autre : - Amplitudes horaires : - Fréquence d'un bus toutes les 20 à 30 minutes de 06h24 à 20h10. - Remarques : La dernière course a pour terminus « Violette-Médiathèque », au départ de Champhol. - Date de dernière mise à jour : 7 mai 2022.e |                                                         |                                                         |                                                         |                                                         |                                                         |                                                         |                                                         |                                                         |
| 2     | Dernière actualisation : — |                                                         |                                                         |                                                         |                                                         |                                                         |                                                         |                                                         |                                                         |
| 3     | BARJOUVILLE Parc commercial ⥋ LÈVES Saint-Gilles | BARJOUVILLE Parc commercial ⥋ LÈVES Saint-Gilles        | BARJOUVILLE Parc commercial ⥋ LÈVES Saint-Gilles        | BARJOUVILLE Parc commercial ⥋ LÈVES Saint-Gilles        | BARJOUVILLE Parc commercial ⥋ LÈVES Saint-Gilles        | BARJOUVILLE Parc commercial ⥋ LÈVES Saint-Gilles        | BARJOUVILLE Parc commercial ⥋ LÈVES Saint-Gilles        | BARJOUVILLE Parc commercial ⥋ LÈVES Saint-Gilles        | BARJOUVILLE Parc commercial ⥋ LÈVES Saint-Gilles        |
| 3     | Ouverture / Fermeture 3 septembre 2007 / — | Longueur —                                              | Durée 40 min                                            | Nb. d’arrêts 35                                         | Matériel Standards                                      | Jours de fonctionnement L, Ma, Me, J, V, S              | Jour / Soir / Nuit / Fêtes O / N / N / N                | Voy. / an —                                             | Exploitant SPL Chartres Métropole Transports            |
| 3     | Desserte : - Communes desservies : Barjouville, Luisant, Chartres, Lèves - Arrêts desservis : Parc Commercial (terminus), Les Orvilles, Pierres Missigault, La Torche, Forelles, Collège Jean Monnet, Érables, Les Ribouches, Lycée Silvia Monfort, Fosses Blanches, Bergers, Les Graviers, De Gaulle, Victor Hugo, Lépine, Schuman, Mairie de Luisant, Courtois, Saint Vincent, Hôtel Dieu, Châteaudun, Violette - Médiathèque, Gare (rue Félibien / rue Jehan de Beauce), Charles Péguy, Drouaise, Beaurepaire, Grands Prés, Petit Orme, Les Courtilles, Le Mousseau, Vallain, Trois Maisons, Moulin à Vent, Butte Celtique, Saint-Gilles (terminus). |                                                         |                                                         |                                                         |                                                         |                                                         |                                                         |                                                         |                                                         |
| 3     | Autre : - Amplitudes horaires : - Fréquence d'un bus toutes les 30 minutes de 06h25 à 20h23. - Date de dernière mise à jour : 7 mai 2022. |                                                         |                                                         |                                                         |                                                         |                                                         |                                                         |                                                         |                                                         |
| 3     | Dernière actualisation : — |                                                         |                                                         |                                                         |                                                         |                                                         |                                                         |                                                         |                                                         |
| 4     | LUCÉ Les Carreaux ⥋ CHARTRES La Madeleine | LUCÉ Les Carreaux ⥋ CHARTRES La Madeleine               | LUCÉ Les Carreaux ⥋ CHARTRES La Madeleine               | LUCÉ Les Carreaux ⥋ CHARTRES La Madeleine               | LUCÉ Les Carreaux ⥋ CHARTRES La Madeleine               | LUCÉ Les Carreaux ⥋ CHARTRES La Madeleine               | LUCÉ Les Carreaux ⥋ CHARTRES La Madeleine               | LUCÉ Les Carreaux ⥋ CHARTRES La Madeleine               | LUCÉ Les Carreaux ⥋ CHARTRES La Madeleine               |
| 4     | Ouverture / Fermeture 3 septembre 2007 / — | Longueur —                                              | Durée 40 min                                            | Nb. d’arrêts 40                                         | Matériel Standards                                      | Jours de fonctionnement L, Ma, Me, J, V, S              | Jour / Soir / Nuit / Fêtes O / O / N / N                | Voy. / an —                                             | Exploitant SPL Chartres Métropole Transports            |
| 4     | Desserte : - Communes desservies : Fontenay-sur-Eure, Lucé, Chartres - Arrêts desservis :Euroval (terminus le matin du lundi au vendredi de 7h52, 9h04, 12h07, l'après-midi de 13h55, 18h10), Tourneballets, Fontenay, La Taye. Les Carreaux (terminus), Anatole France, George Sand, Gascogne, Béguines, Centre Commercial, Genève, Bonn, Bruxelles, Herriot, Europe, Foreau, Gambetta, Mairie de Lucé, Église de Lucé, Le Parc, Jeanne d'Arc, 14 Juillet, Gare (rue Nicole / place de la Gare), Violette - Médiathèque, Chasles-Théâtre, Place St Michel - Cinéma, La Courtille, Morard, Marais, Passage de Sours, Picassiette, Sours, Victor Hugo, la Gaderie, Hetzel, Moquet, Étampes, 11 Novembre, 102e R.I., La Madeleine (terminus).                                   |                                                         |                                                         |                                                         |                                                         |                                                         |                                                         |                                                         |                                                         |
| 4     | Autre : - Amplitudes horaires : - Fréquence d'un bus toutes les 10 minutes de 06h20 à 21h22. - Date de dernière mise à jour : 7 mai 2022. |                                                         |                                                         |                                                         |                                                         |                                                         |                                                         |                                                         |                                                         |
| 4     | Dernière actualisation : — |                                                         |                                                         |                                                         |                                                         |                                                         |                                                         |                                                         |                                                         |
| 5     | MAINVILLIERS Z.A. du Vallier ⥋ CHARTRES Mare Aux Moines | MAINVILLIERS Z.A. du Vallier ⥋ CHARTRES Mare Aux Moines | MAINVILLIERS Z.A. du Vallier ⥋ CHARTRES Mare Aux Moines | MAINVILLIERS Z.A. du Vallier ⥋ CHARTRES Mare Aux Moines | MAINVILLIERS Z.A. du Vallier ⥋ CHARTRES Mare Aux Moines | MAINVILLIERS Z.A. du Vallier ⥋ CHARTRES Mare Aux Moines | MAINVILLIERS Z.A. du Vallier ⥋ CHARTRES Mare Aux Moines | MAINVILLIERS Z.A. du Vallier ⥋ CHARTRES Mare Aux Moines | MAINVILLIERS Z.A. du Vallier ⥋ CHARTRES Mare Aux Moines |
| 5     | Ouverture / Fermeture 3 septembre 2007 / — | Longueur —                                              | Durée 25 min                                            | Nb. d’arrêts 30                                         | Matériel Standards                                      | Jours de fonctionnement L, Ma, Me, J, V, S              | Jour / Soir / Nuit / Fêtes O / O / N / N                | Voy. / an —                                             | Exploitant SPL Chartres Métropole Transports            |
| 5     | Desserte : - Communes desservies : Mainvilliers, Chartres - Arrêts desservis : Z.A. du Vallier (terminus), Jean Rostand, Anjou, Résistance, Place du Marché, Salle des Fêtes, Victor Hugo, Jean Macé, Coubertin, Anatole France, Philarète Chasles, Gare (rue Nicole / Jehan de Beauce), Violette - Médiathèque, Chasles-Théâtre, Place St Michel - Cinéma, La Courtille, Morard, Ablis, Cimetière, Saint-Chéron, Fulbert, Cerisiers, Étampes, 11 Novembre, Salvador Allende, Florent d'Illiers, CCI, Marcel Proust, Ambroise Paré, Mare aux Moines (terminus). |                                                         |                                                         |                                                         |                                                         |                                                         |                                                         |                                                         |                                                         |
| 5     | Autre : - Amplitudes horaires : - Fréquence d'un bus toutes les 20 minutes de 06h27 à 21h20. - Date de dernière mise à jour : 7 mai 2022. |                                                         |                                                         |                                                         |                                                         |                                                         |                                                         |                                                         |                                                         |
| 5     | Dernière actualisation : — |                                                         |                                                         |                                                         |                                                         |                                                         |                                                         |                                                         |                                                         |
| 6     | LUCÉ Bourgogne ⥋ CHARTRES Le Forum | LUCÉ Bourgogne ⥋ CHARTRES Le Forum                      | LUCÉ Bourgogne ⥋ CHARTRES Le Forum                      | LUCÉ Bourgogne ⥋ CHARTRES Le Forum                      | LUCÉ Bourgogne ⥋ CHARTRES Le Forum                      | LUCÉ Bourgogne ⥋ CHARTRES Le Forum                      | LUCÉ Bourgogne ⥋ CHARTRES Le Forum                      | LUCÉ Bourgogne ⥋ CHARTRES Le Forum                      | LUCÉ Bourgogne ⥋ CHARTRES Le Forum                      |
| 6     | Ouverture / Fermeture 3 septembre 2007 / — | Longueur —                                              | Durée 35 min                                            | Nb. d’arrêts 33                                         | Matériel Standards                                      | Jours de fonctionnement L, Ma, Me, J, V, S              | Jour / Soir / Nuit / Fêtes O / N / N / N                | Voy. / an —                                             | Exploitant SPL Chartres Métropole Transports            |
| 6     | Desserte : - Communes desservies : Lucé, Chartres - Arrêts desservis : Bourgogne (terminus), Béguines, Alsace, Les Arcades, Normandie, Bretagne, Flandres, De Lattre de Tassigny, Kennedy, Bellezaires, Vieux Puits, Paradis, Jean Moulin, Mithouard, Maréchal Leclerc, 14 juillet, Gare (rue Nicole / place de la Gare), Violette - Médiathèque, Chasles-Théâtre, Place St Michel - Cinéma, La Courtille, Morard, Marais, (Passage de Sours, Picassiette, Angerville, Charles Coulomb, Charles Tellier, Edmond Poillot desservis le matin du lundi au vendredi à 6h57, 7h13, 7h30, 7h46, 8h00, 8h15, 8h33, 8h48, 9h05. Le soir de 16h53, 17h08, 17h24, 17h38, 17h56, 18h17), La Grappe, Les Clos, Allonnes, Macé, Le Forum (terminus).                                       |                                                         |                                                         |                                                         |                                                         |                                                         |                                                         |                                                         |                                                         |
| 6     | Autre : - Amplitudes horaires : - Fréquence d'un bus toutes les 20 minutes de 06h29 à 20h21. - Date de dernière mise à jour : 7 mai 2022. |                                                         |                                                         |                                                         |                                                         |                                                         |                                                         |                                                         |                                                         |
| 6     | Dernière actualisation : — |                                                         |                                                         |                                                         |                                                         |                                                         |                                                         |                                                         |                                                         |
| 7     | CHARTRES Gare (R. Charles Brune) ⥋ MORANCEZ Église | CHARTRES Gare (R. Charles Brune) ⥋ MORANCEZ Église      | CHARTRES Gare (R. Charles Brune) ⥋ MORANCEZ Église      | CHARTRES Gare (R. Charles Brune) ⥋ MORANCEZ Église      | CHARTRES Gare (R. Charles Brune) ⥋ MORANCEZ Église      | CHARTRES Gare (R. Charles Brune) ⥋ MORANCEZ Église      | CHARTRES Gare (R. Charles Brune) ⥋ MORANCEZ Église      | CHARTRES Gare (R. Charles Brune) ⥋ MORANCEZ Église      | CHARTRES Gare (R. Charles Brune) ⥋ MORANCEZ Église      |
| 7     | Ouverture / Fermeture 3 septembre 2007 / — | Longueur —                                              | Durée 25 min                                            | Nb. d’arrêts 23                                         | Matériel Standards                                      | Jours de fonctionnement L, Ma, Me, J, V, S              | Jour / Soir / Nuit / Fêtes O / N / N / N                | Voy. / an —                                             | Exploitant SPL Chartres Métropole Transports            |
| 7     | Desserte : - Communes desservies : Chartres, Le Coudray, Morancez - Arrêts desservis : Charles Brune (terminus), Violette - Médiathèque, Chasles-Théâtre, Place St Michel - Cinéma, La Courtille, Roger Joly, St Brice, Perriers, Trois Ponts, Le Gord, Le Parc, Gaudinières, Séminaire des Barbelés, Gourdez, Graviers, Vauféry, Chavannes, Marnières, Artisans, Garenne Centre, Arsenal, Les Druides, Église de Morancez (terminus). |                                                         |                                                         |                                                         |                                                         |                                                         |                                                         |                                                         |                                                         |
| 7     | Autre : - Amplitudes horaires : - Fréquence d'un bus toutes les Heures de 06h23 à 20h28. - Date de dernière mise à jour : 7 mai 2022. |                                                         |                                                         |                                                         |                                                         |                                                         |                                                         |                                                         |                                                         |
| 7     | Dernière actualisation : — |                                                         |                                                         |                                                         |                                                         |                                                         |                                                         |                                                         |                                                         |
| 8     | LÈVES Chacatière - Soutine ⥋ LE COUDRAY Hôpital Pasteur | LÈVES Chacatière - Soutine ⥋ LE COUDRAY Hôpital Pasteur | LÈVES Chacatière - Soutine ⥋ LE COUDRAY Hôpital Pasteur | LÈVES Chacatière - Soutine ⥋ LE COUDRAY Hôpital Pasteur | LÈVES Chacatière - Soutine ⥋ LE COUDRAY Hôpital Pasteur | LÈVES Chacatière - Soutine ⥋ LE COUDRAY Hôpital Pasteur | LÈVES Chacatière - Soutine ⥋ LE COUDRAY Hôpital Pasteur | LÈVES Chacatière - Soutine ⥋ LE COUDRAY Hôpital Pasteur | LÈVES Chacatière - Soutine ⥋ LE COUDRAY Hôpital Pasteur |
| 8     | Ouverture / Fermeture 3 septembre 2007 / — | Longueur —                                              | Durée 30 min                                            | Nb. d’arrêts 40                                         | Matériel Standards                                      | Jours de fonctionnement L, Ma, Me, J, V, S              | Jour / Soir / Nuit / Fêtes O / N / N / N                | Voy. / an —                                             | Exploitant SPL Chartres Métropole Transports            |
| 8     | Desserte : - Communes desservies : Lèves, Chartres, Le Coudray - Arrêts desservis : Chacatière (terminus), Allart, Bois Lion, Gérard Philipe, Jumentier, Chavannes, Hauts de Fresnay, Iris, Bleuets, Soutine, Victor Schoelcher, Louise Michel, Simone de Beauvoir, Chesne, Fresnay, Église de Rechèvres, République, Verdun, Gambetta, Fossés Gaulois, Jean Moulin, Faubourg St Jean, Paix, Parmentier, Alsace - Lorraine, Charles Péguy, Gare (rue Félibien/ rue Jehan de Beauce), Violette - Médiathèque, Chasles-Théâtre, Place St Michel - Cinéma, La Courtille, Morard, Marais, La Grappe, Les Clos, Brissot, Camille Marcille, Les Chaises, Arsenal, Gabriel Loire, Europe, Hôpital Pasteur (terminus), Claude Bernard, Grand Séminaire.                               |                                                         |                                                         |                                                         |                                                         |                                                         |                                                         |                                                         |                                                         |
| 8     | Autre : - Amplitudes horaires : - Fréquence d'un bus toutes les 15 à 20 minutes de 05h57 à 20h19. - Date de dernière mise à jour : 7 mai 2022. |                                                         |                                                         |                                                         |                                                         |                                                         |                                                         |                                                         |                                                         |
| 8     | Dernière actualisation : — |                                                         |                                                         |                                                         |                                                         |                                                         |                                                         |                                                         |                                                         |
| 9     | CHARTRES Gare (R. Charles Brune) ⥋ CHARTRES L'Odyssée | CHARTRES Gare (R. Charles Brune) ⥋ CHARTRES L'Odyssée   | CHARTRES Gare (R. Charles Brune) ⥋ CHARTRES L'Odyssée   | CHARTRES Gare (R. Charles Brune) ⥋ CHARTRES L'Odyssée   | CHARTRES Gare (R. Charles Brune) ⥋ CHARTRES L'Odyssée   | CHARTRES Gare (R. Charles Brune) ⥋ CHARTRES L'Odyssée   | CHARTRES Gare (R. Charles Brune) ⥋ CHARTRES L'Odyssée   | CHARTRES Gare (R. Charles Brune) ⥋ CHARTRES L'Odyssée   | CHARTRES Gare (R. Charles Brune) ⥋ CHARTRES L'Odyssée   |
| 9     | Ouverture / Fermeture 3 septembre 2007 / — | Longueur —                                              | Durée 15 min                                            | Nb. d’arrêts 10                                         | Matériel Standards Midibus                              | Jours de fonctionnement L, Ma, Me, J, V, S              | Jour / Soir / Nuit / Fêtes O / N / N / N                | Voy. / an —                                             | Exploitant SPL Chartres Métropole Transports            |
| 9     | Desserte : - Communes desservies : Chartres - Arrêts desservis : Charles Brune (terminus), Violette - Médiathèque, Chasles-Théâtre, Place St Michel - Cinéma, La Courtille, Morard, Ablis, Jean Gallet, Chartrexpo, L'Odyssée (terminus). |                                                         |                                                         |                                                         |                                                         |                                                         |                                                         |                                                         |                                                         |
| 9     | Autre : - Amplitudes horaires : - Fréquence d'un bus toutes les 50 minutes à 1 Heure de 09h10 à 20h00. - Date de dernière mise à jour : 7 mai 2022. |                                                         |                                                         |                                                         |                                                         |                                                         |                                                         |                                                         |                                                         |
| 9     | Dernière actualisation : — |                                                         |                                                         |                                                         |                                                         |                                                         |                                                         |                                                         |                                                         |
| 10    | CHARTRES Rechèvres ⥋ LUISANT Lycée Silvia Monfort | CHARTRES Rechèvres ⥋ LUISANT Lycée Silvia Monfort       | CHARTRES Rechèvres ⥋ LUISANT Lycée Silvia Monfort       | CHARTRES Rechèvres ⥋ LUISANT Lycée Silvia Monfort       | CHARTRES Rechèvres ⥋ LUISANT Lycée Silvia Monfort       | CHARTRES Rechèvres ⥋ LUISANT Lycée Silvia Monfort       | CHARTRES Rechèvres ⥋ LUISANT Lycée Silvia Monfort       | CHARTRES Rechèvres ⥋ LUISANT Lycée Silvia Monfort       | CHARTRES Rechèvres ⥋ LUISANT Lycée Silvia Monfort       |
| 10    | Ouverture / Fermeture 3 septembre 2007 / — | Longueur —                                              | Durée 30 min                                            | Nb. d’arrêts 24                                         | Matériel Standards                                      | Jours de fonctionnement L, Ma, Me, J, V                 | Jour / Soir / Nuit / Fêtes O / N / N / N                | Voy. / an —                                             | Exploitant SPL Chartres Métropole Transports            |
| 10    | Desserte : - Communes desservies : Chartres, Mainvilliers, Lucé, Luisant - Arrêts desservis : Rechèvres (terminus), Chesne, République, Curie, Acacias, Place du Marché, Résistance, Anjou, Jean Rostand, Poiffonds, Herriot, Centre Commercial, Béguines, Bourgogne, Dunkerque, Perche, Beauce, Filibus, Vausevin, Cosmonautes, Les Graviers, Bergers, Fosses Blanches, Lycée Silvia Monfort (terminus). |                                                         |                                                         |                                                         |                                                         |                                                         |                                                         |                                                         |                                                         |
| 10    | Autre : - Amplitudes horaires : - Fréquence d'un bus toutes les 30 minutes de 07h29 à 19h26. La ligne 10 ne circule pas pendant le samedi et les petites/grandes vacances scolaires depuis juillet 2003. - Date de dernière mise à jour : 7 mai 2022. |                                                         |                                                         |                                                         |                                                         |                                                         |                                                         |                                                         |                                                         |
| 10    | Dernière actualisation : — |                                                         |                                                         |                                                         |                                                         |                                                         |                                                         |                                                         |                                                         |
| 11    | CHARTRES Gare SNCF ⥋ GELLAINVILLE Z.A. — Guerlain | CHARTRES Gare SNCF ⥋ GELLAINVILLE Z.A. — Guerlain       | CHARTRES Gare SNCF ⥋ GELLAINVILLE Z.A. — Guerlain       | CHARTRES Gare SNCF ⥋ GELLAINVILLE Z.A. — Guerlain       | CHARTRES Gare SNCF ⥋ GELLAINVILLE Z.A. — Guerlain       | CHARTRES Gare SNCF ⥋ GELLAINVILLE Z.A. — Guerlain       | CHARTRES Gare SNCF ⥋ GELLAINVILLE Z.A. — Guerlain       | CHARTRES Gare SNCF ⥋ GELLAINVILLE Z.A. — Guerlain       | CHARTRES Gare SNCF ⥋ GELLAINVILLE Z.A. — Guerlain       |
| 11    | Ouverture / Fermeture 3 septembre 2007 / — | Longueur —                                              | Durée 25-30 min                                         | Nb. d’arrêts 20                                         | Matériel Standards                                      | Jours de fonctionnement L, Ma, Me, J, V                 | Jour / Soir / Nuit / Fêtes O / N / N / N                | Voy. / an —                                             | Exploitant SPL Chartres Métropole Transports            |
| 11    | Desserte : - Communes desservies : Chartres, Gellainville - Arrêts desservis : Place de la Gare (terminus), Violette - Médiathèque, Chasles-Théâtre, Place St Michel - Cinéma, La Courtille, Morard, Marais, La Grappe, Les Clos, Allonnes, Macé, Orléans, Cugnot, Louis Lumière, Blériot, Pasteur, Jardin d'Entreprises 1, Becquerel, (Réaumur, Chemin du Tuvet), Guerlain (terminus). |                                                         |                                                         |                                                         |                                                         |                                                         |                                                         |                                                         |                                                         |
| 11    | Autre : - Amplitudes horaires : - Fréquence d'un bus toutes les 50 minutes (le matin) et 30 minutes (le soir) de 06h53 à 18h27. - Date de dernière mise à jour : 7 mai 2022. |                                                         |                                                         |                                                         |                                                         |                                                         |                                                         |                                                         |                                                         |
| 11    | Dernière actualisation : — |                                                         |                                                         |                                                         |                                                         |                                                         |                                                         |                                                         |                                                         |
| 12    | CHARTRES Morard ⥋ GELLAINVILLE Chemin du Tuvet | CHARTRES Morard ⥋ GELLAINVILLE Chemin du Tuvet          | CHARTRES Morard ⥋ GELLAINVILLE Chemin du Tuvet          | CHARTRES Morard ⥋ GELLAINVILLE Chemin du Tuvet          | CHARTRES Morard ⥋ GELLAINVILLE Chemin du Tuvet          | CHARTRES Morard ⥋ GELLAINVILLE Chemin du Tuvet          | CHARTRES Morard ⥋ GELLAINVILLE Chemin du Tuvet          | CHARTRES Morard ⥋ GELLAINVILLE Chemin du Tuvet          | CHARTRES Morard ⥋ GELLAINVILLE Chemin du Tuvet          |
| 12    | Ouverture / Fermeture 3 septembre 2007 / — | Longueur —                                              | Durée 20 min                                            | Nb. d’arrêts 22                                         | Matériel Standards                                      | Jours de fonctionnement L, Ma, Me, J, V                 | Jour / Soir / Nuit / Fêtes O / N / N / N                | Voy. / an —                                             | Exploitant SPL Chartres Métropole Transports            |
| 12    | Desserte : - Communes desservies : Chartres - Arrêts desservis : (Gare SNCF (terminus à 18h27), Violette - Médiathèque, Chasles-Théâtre, Place St Michel - Cinéma, La Courtille) Morard (terminus), Ablis, Cimetière, St Chéron, Fulbert, Cerisiers, Étampes, 11 Novembre, 102e R.I., Mare aux Moines, Eiffel, Jardin d'Entreprises 2, Fournier, Blaise Pascal, Nicolas Conté, Réaumur, Chemin du Tuvet (terminus). |                                                         |                                                         |                                                         |                                                         |                                                         |                                                         |                                                         |                                                         |
| 12    | Autre : - Amplitudes horaires : - Circule de 07h35 à 18h27 avec une fréquence variable selon les périodes - Remarques : Le dernier service de 18h10 est prolongé jusqu’à la gare SNCF de Chartres (Terminus: 18h27) - Date de dernière mise à jour : 7 mai 2022. |                                                         |                                                         |                                                         |                                                         |                                                         |                                                         |                                                         |                                                         |
| 12    | Dernière actualisation : — |                                                         |                                                         |                                                         |                                                         |                                                         |                                                         |                                                         |                                                         |
| 14    | CHARTRES Morard ⥋ BONVILLE Le Grand Marchais | CHARTRES Morard ⥋ BONVILLE Le Grand Marchais            | CHARTRES Morard ⥋ BONVILLE Le Grand Marchais            | CHARTRES Morard ⥋ BONVILLE Le Grand Marchais            | CHARTRES Morard ⥋ BONVILLE Le Grand Marchais            | CHARTRES Morard ⥋ BONVILLE Le Grand Marchais            | CHARTRES Morard ⥋ BONVILLE Le Grand Marchais            | CHARTRES Morard ⥋ BONVILLE Le Grand Marchais            | CHARTRES Morard ⥋ BONVILLE Le Grand Marchais            |
| 14    | Ouverture / Fermeture 2 septembre 2013 / — | Longueur ? km                                           | Durée 30 min                                            | Nb. d’arrêts 10                                         | Matériel Standards                                      | Jours de fonctionnement L, Ma, Me, J, V, S              | Jour / Soir / Nuit / Fêtes O / N / N / N                | Voy. / an —                                             | Exploitant SPL Chartres Métropole Transports            |
| 14    | Desserte : - Communes desservies : Chartres, Gellainville - Arrêts desservis : Morard (terminus), Marais, La Grappe, Les Clos, Allonnes, Macé, Orléans, Bibliothèque, Mairie de Gellainville, Le Grand Marchais (terminus). |                                                         |                                                         |                                                         |                                                         |                                                         |                                                         |                                                         |                                                         |
| 14    | Autre : - Amplitudes horaires : - Fréquence d'un bus toutes les 1h30 à 3h de 07h17 à 19h04. - Date de dernière mise à jour : 7 mai 2022. |                                                         |                                                         |                                                         |                                                         |                                                         |                                                         |                                                         |                                                         |
| 14    | Dernière actualisation : — |                                                         |                                                         |                                                         |                                                         |                                                         |                                                         |                                                         |                                                         |
| 15    | CHARTRES Morard ⥋ NOGENT-LE-PHAYE Bois Paris | CHARTRES Morard ⥋ NOGENT-LE-PHAYE Bois Paris            | CHARTRES Morard ⥋ NOGENT-LE-PHAYE Bois Paris            | CHARTRES Morard ⥋ NOGENT-LE-PHAYE Bois Paris            | CHARTRES Morard ⥋ NOGENT-LE-PHAYE Bois Paris            | CHARTRES Morard ⥋ NOGENT-LE-PHAYE Bois Paris            | CHARTRES Morard ⥋ NOGENT-LE-PHAYE Bois Paris            | CHARTRES Morard ⥋ NOGENT-LE-PHAYE Bois Paris            | CHARTRES Morard ⥋ NOGENT-LE-PHAYE Bois Paris            |
| 15    | Ouverture / Fermeture 2 septembre 2013 / — | Longueur ? km                                           | Durée 20 min                                            | Nb. d’arrêts 18                                         | Matériel Standards                                      | Jours de fonctionnement L, Ma, Me, J, V, S              | Jour / Soir / Nuit / Fêtes O / N / N / N                | Voy. / an —                                             | Exploitant SPL Chartres Métropole Transports            |
| 15    | Desserte : - Communes desservies : Chartres, Nogent-le-Phaye - Arrêts desservis : Morard (terminus), Ablis, Cimetière, St Chéron, Fulbert, Cerisiers, Étampes, 11 Novembre, 102e R.I., Mare aux Moines, Eiffel, Centre Équestre, Archevilliers, Tronc, Mairie de Nogent-le-Phaye, Armand May, Tertre, Croix de Fer, Bois Paris (terminus). |                                                         |                                                         |                                                         |                                                         |                                                         |                                                         |                                                         |                                                         |
| 15    | Autre : - Amplitudes horaires : - Fréquence d'un bus toutes les 1h30 à 3h de 07h57 à 18h21. - Date de dernière mise à jour : 7 mai 2022. |                                                         |                                                         |                                                         |                                                         |                                                         |                                                         |                                                         |                                                         |
| 15    | Dernière actualisation : — |                                                         |                                                         |                                                         |                                                         |                                                         |                                                         |                                                         |                                                         |

### TCNavettes Centre-Ville
| Ligne             | Itinéraire | Fréquence                                                              |
| ----------------- | --- | ---------------------------------------------------------------------- |
| CG                | Circuits SNCF : • CHARTRES Gare ↔ CHARTRES Fulbert • CHARTRES Gare ↔ MAINVILLIERS Briand • CHARTRES Gare ↔ LUCÉ Bruxelles                                                        | 2 bus par jour dans chaque sens du lundi au samedi                     |
| D                 | Dimanches et fêtes : • D3 CHARTRES Gare → Mainvilliers → Lucé → Luisant → CHARTRES Gare • D1 CHARTRES Gare ↔ LE COUDRAY Hôpital • D2 CHARTRES Gare ↔ CHARTRES Les Clos/Madeleine | Dimanches et jours fériés sauf le 1er mai                              |
| C'Nav             | C' la navette • CHARTRES Fessard ↔ CHARTRES Fessard (circulaire) • CHARTRES Place St Michel-Cinéma ↔ CHARTRES Place St Michel-Cinéma (circulaire)                                | Navette toutes les heures du lundi au samedi de 8h30 à 17h20           |
| S                 | Renforts de lignes | Dessertes des établissements scolaires (en semaine à certaines heures) |
| Relais des Portes | Relais des Portes¹ | Navette toutes les 15 à 20 minutes du lundi au samedi de 6h40 à 23h30  |
| Chouette          | Lignes de soirée (les vendredi et samedi soir) : CHARTRES Gare ↔ CHARTRES Les Clos/Madeleine ↔ CHARTRES Camping CHARTRES Morard ↔ Mainvilliers ↔ LUCÉ Vieux Puits.               | 2 bus par jour en soirée                                               |

#### Relais des portes (boucle)
Le Relais des Portes dessert douze arrêts, situés le long des anciens remparts de la ville :
- Porte Châtelet : gare, cathédrale ;
- Porte Saint-Jean : parc André-Gagnon ;
- Porte Drouaise : parc Léon-Blum ;
- Porte Imboust : collégiale Saint-André ;
- Porte Guillaume : basse ville ;
- Porte Morard : promenade des bords de l’Eure ;
- Porte Barbou : Institut Universitaire de Technologie ;
- Porte Saint-Michel : cinéma, école de musique ;
- Boulevard Chasles : théâtre ;
- Porte des Épars : médiathèque ;
- Porte Notre-Dame : cathédrale[Note 1] ;
- Porte Châtelet : gare, cathédrale.

### Lignes périurbaines régulières
| N°       | Dessertes                                                                 |
| -------- | ------------------------------------------------------------------------- |
| 140      | CHARTRES Gare Routière ↔ Lycée Agricole de la Saussaye                    |
| 141      | CHARTRES Gare Routière ↔ MIGNIÈRES Lycée Franz Stock                      |
| 150      | MITTAINVILLIERS Génainvilliers ↔ CHARTRES Gare Routière                   |
| 151      | BOUGLAINVAL Bois du Gland ↔ CHALLET ↔ CHARTRES Gare Routière              |
| 153A     | SOULAIRES ↔ GASVILLE-OISÈME ↔ CHARTRES Gare Routière                      |
| 157      | MESLAY-LE-VIDAME ↔ DAMMARIE ↔ CHARTRES Gare Routière                      |
| 158      | SANDARVILLE Église ↔ THIVARS ↔ CHARTRES Gare Routière                     |
| 159      | MESLAY-LE-GRENET Grand Bérou ↔ FONTENAY-SUR-EURE ↔ CHARTRES Gare Routière |
| 165/165A | ST-AUBIN-DES-BOIS Centre ↔ AMILLY ↔ CHARTRES Gare Routière                |

### Lignes scolaires
| N°          | Dessertes                                                                                            |
| ----------- | --- |
| D01         | Collège SOUTINE ↔ Gasville-Oisème                                                                    |
| D02         | Collège SOUTINE ↔ Berchères-St-Germain St-Germain-la-Gâtine                                          |
| D03         | Collège SOUTINE ↔ Jouy ↔ St-Prest                                                                    |
| D04         | Collège SOUTINE ↔ Clevilliers Mairie                                                                 |
| D05         | Collège SOUTINE ↔ Clevilliers Boulay d'Achères                                                       |
| D12         | Lycée FULBERT / Collège RÉGNIER / Collège V. HUGO ↔ Prunay-Le-Gillon Gérainville                     |
| D13         | Collège RÉGNIER / Collège V. HUGO ↔ Sours ↔ Voise Eglise                                             |
| D14         | Lycée FULBERT / Collège RÉGNIER / Collège V. HUGO ↔ Berchères-Les-Pierres Chamblay                   |
| D15         | Lycée FULBERT / Collège RÉGNIER ↔ Morancez Mairie ↔ Corancez Clos                                    |
| D16         | Collège RÉGNIER / LYCÉE FULBERT / Collège V. HUGO ↔ Nogent-Le-Phaye                                  |
| D17         | Lycée FULBERT / COLLEGE V. HUGO ↔ Coltainville Senainville                                           |
| D20         | Lycée FULBERT / Collège RÉGNIER / Collège V. HUGO ↔ Ver-Lès-Chartres ↔ Fresnay-Le-Comte Les Bordes   |
| D22 D23     | Lycée S. MONFORT / Collège J.MONNET ↔ Mignières ↔ Dammarie Concrez                                   |
| D24         | Lycée S. MONFORT / Collège J.MONNET ↔ Thivars ↔ Meslay-Le-Grenet ↔ Nogent-Sur-Eure Trizay            |
| D25         | Lycée S. MONFORT / Collège J.MONNET ↔ Fontenay-Sur-Eure ↔ Nogent-Sur-Eure Pont-Tranchfetu            |
| D30 D31 D32 | Collège E. Herriot ↔ Amilly ↔ Cintray Mairie ↔ St-Aubin-Des-Bois Petit Chêne                         |
| D33 D34     | Collège E. Herriot ↔ St-Georges-Sur-Eure La Taye / Berneuse                                          |
| D50         | Collège ST-JACQUES-DE-COMPOSTELLE / Lycée EFAGRIR ↔ Thivars ↔ Ver-Lès-Chartres ↔ Morancez ↔ Corancez |
| D51         | Collège ST-JACQUES-DE-COMPOSTELLE / Lycée EFAGRIR ↔ Dammarie ↔ La Bourdinière-Saint-Loup Chenonville |
| D52         | Collège ST-JACQUES-DE-COMPOSTELLE / Lycée EFAGRIR ↔ Fontenay-Sur-Eure ↔ St-Georges-Sur-Eure ↔ Ollé   |
| D71         | Collège LOUIS PERGAUD ↔ Mittainvilliers-Vérigny                                                      |

## Parc de véhicules
En octobre 2024, le parc d'autobus du réseau Filibus est composé de 113 véhicules dont 63 bus standards, 1 midibus, 9 minibus et 40 autocars. Au sein de cette flotte, les autres véhicules sont équipés de moteurs Diesel.

### Bus standards
| Constructeur | Modèle     | Nombre | Numéros de parc | Période de mise en service      | Affectation                               | Observation                                                           |
| ------------ | ---------- | ------ | --------------- | ------------------------------- | ----------------------------------------- | --------------------------------------------------------------------- |
| Heuliez Bus  | GX 317     | 2      | R4-R5           | Mai 2001                        | 1, 2, 3, 4, 5, 6, 7, 8, 9, 10, 11, 12, 14 | –                                                                     |
| Heuliez Bus  | GX 327     | 57     | 01-12, 14-58    | Entre novembre 2006 à mars 2010 | 1, 2, 3, 4, 5, 6, 7, 8, 9, 10, 11, 12, 14 | Le numéro 13 a été réformé le 08 avril 2024 à la suite d'un accident. |
| Irisbus      | Citelis 12 | 4      | 59-62           | Mai 2007                        | 1, 2, 3, 4, 5, 6, 7, 8, 9, 10, 11, 12, 14 | Ce sont 4 bus d'occasion pour compléter le parc depuis août 2019.     |

### Midibus
| Constructeur | Modèle | Nombre | Numéros de parc | Période de mise en service | Affectation          | Observation        |
| ------------ | ------ | ------ | --------------- | -------------------------- | -------------------- | ------------------ |
| Heuliez Bus  | GX 117 | 1      | 80              | Avril 2001                 | 9, Relais des Portes | Le bus d'occasions |

### Minibus
| Constructeur  | Modèle           | Nombre | Numéros de parc | Période de mise en service | Affectation                        | Observation |
| ------------- | ---------------- | ------ | --------------- | -------------------------- | ---------------------------------- | ----------- |
| Altas         | Cityline L       | 1      | 90              | Février 2024               | C’Nav, Relais des Portes, Chouette | –           |
| Citroën       | Jumper II        | 1      | 94              | Mai 2017                   | CG, D, S                           | –           |
| Citroën       | Jumper II TPMR   | 1      | 92              | Septembre 2016             | CG, D, S                           | –           |
| Fiat          | Ducato II        | 1      | 91              | Janvier 2009               | CG, D, S                           | –           |
| Mercedes-Benz | Sprinter City 65 | 4      | 81-84           | Juillet 2018               | C’Nav, Relais des Portes, Chouette | –           |
| Renault       | Master II TPMR   | 1      | 93              | Janvier 2007               | CG, D, S                           | –           |

### Autocars
| Constructeur | Modèle              | Nombre | Numéros de parc | Période de mise en service | Affectation                                                         | Observation |
| ------------ | ------------------- | ------ | --------------- | -------------------------- | ------------------------------------------------------------------- | ----------- |
| Irisbus      | Crossway            | 34     | 101-134         | Novembre 2012              | 140, 141, 150, 151, 153A, 157, 158, 159, 165/165A, Lignes Scolaires | –           |
| Irisbus      | Récréo II           | 1      | 140             | Juillet 2008               | 140, 141, 150, 151, 153A, 157, 158, 159, 165/165A, Lignes Scolaires | –           |
| Iveco Bus    | Crossway High Value | 5      | 135-139         | Juillet 2016               | 140, 141, 150, 151, 153A, 157, 158, 159, 165/165A, Lignes Scolaires | –           |

### Dépôts
- Le dépôt de SPL Chartres métropole Transports est situé dans la principauté, au 57 Rue de la Beauce, 28110 Lucé
- Le dépôt de Transdev Eure et Loir est situé dans la principauté, au 9 Rue Jean Rostand, 28300 Mainvilliers
- Le dépôt de Cars Simplon est situé dans la principauté, au Rue Victor Hugo, 45400 Fleury-les-Aubrais

## Utilisation du réseau

### Usages
Les correspondances sont gratuites, tant qu'elles sont effectuées dans les 45 minutes suivant l'oblitération du ticket.
Selon les comptes sociaux de la SPL Chartres Métropole Transports, le nombre de titres de voyageurs évoluent positivement depuis 2020 :
- 181 412 titres vendus en 2020,
- 188 688 titres vendus en 2021,
- 211 768 titres vendus en 2022.

### Titres de transport
- Titre unitaire vendu en carte bancaire à bord ou auprès d'un distributeur automatique. Valable 1 heure après la montée dans le bus.
- Titre unitaire de dépannage vendu auprès du conducteur. Valable 1 heure après la montée dans le bus.
- Carte 10 voyages / Tout public. Valable 1 heure après validation dans le bus.
- Abonnement annuel carte jeune / Pour les moins de 18 ans demeurant dans le périmètre de Chartres Métropole ou plus de 18ans avant le Bac
- Abonnement annuel ComfOR / Tout public.
- Abonnement mensuel / Tout public.
- Abonnement mensuel Bus Gare / Tout public.
- Carnet Fil'Classe / Réservé aux écoles primaires (du CP au CM2) et aux écoles maternelles (dès la grande section) sur présentation d'un justificatif de l'établissement scolaire.
- Abonnement annuel Filiplus / Réservé à tout étudiant (après le BAC) de plus de 18 ans scolarisé dans un établissement supérieur situé à l'intérieur du périmètre de Chartres Métropole et de l'ancienne communauté de communes du Bois-Gueslin, conduisant à la délivrance d'un diplôme d'études supérieures.
- Abonnement mensuel étudiant / Réservé à tout étudiant (avant le BAC) et apprenti de plus de 18 ans résidant sur l'agglomération chartraine.
- Abonnement semestriel Rubis / Réservé aux personnes de plus de 65 ans non imposables ou aux personnes invalides à partir de 80 %.
- Abonnement semestriel Sésame / Réservé aux personnes demandeurs d'emploi, titulaires du RSA.

## Avenir du réseau
Projet de quatre lignes de bus à haut niveau de service (BHNS) desservant principalement les villes de Chartres, Mainvilliers, Lucé et Le Coudray,.